# Ixpuxtlequi

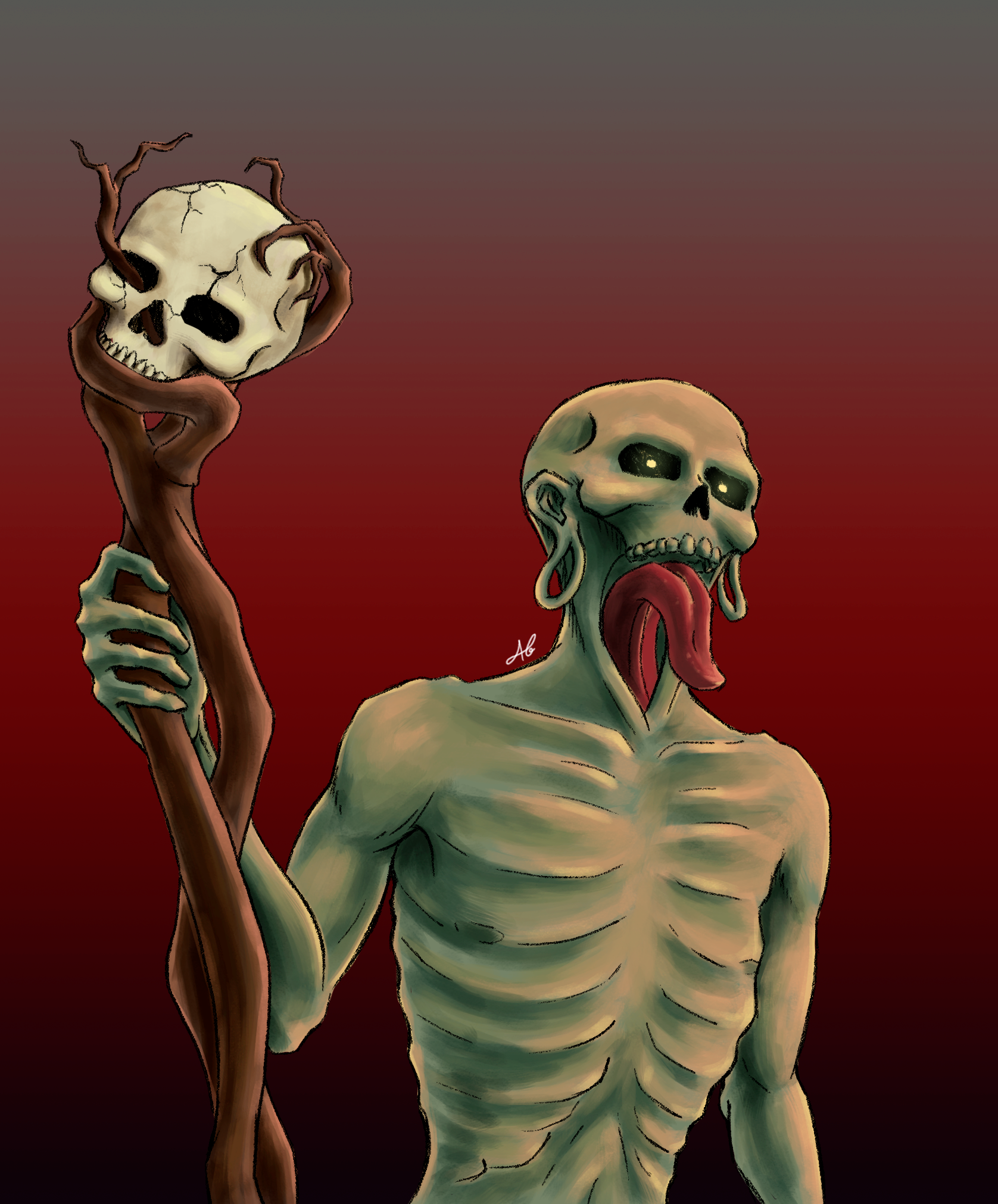
Image figurative d'Ixpuxtlequi, le dieu de la fatalité dans la mythologie azthèque

Ixpuxtlequi est, dans la mythologie aztèque, le dieu de la fatalité. Un des dieux infernaux qui habitaient dans le Mictlan.